# Серхіо Пенья Селая
Серхіо Сальвадор Пенья Селая (ісп. Sergio Salvador Peña Zelaya, нар. 9 травня 1987, Токоа) — гондураський футболіст, півзахисник клубу «Реал Сосьєдад» та національної збірної Гондурасу.

## Клубна кар'єра
У дорослому футболі дебютував 2008 року виступами за команду клубу «Реал Сосьєдад», в якій провів шість сезонів. Був ключовим гравцем команди, що змогла вийти до Національної ліги Гондурасу в 2012 році. Він також виграв чемпіонат країни (Апертура 2013).
У липні 2014 року перейшов в американський «Інді Ілевен» з NASL на правах оренди до кінця 2014 року. Дебютував за команду 19 липня 2014 року в матчі проти «Тампа-Бей Раудіз» (1:2). В лютому 2015 року підписав з «Інді Ілевен» повноцінний контракт.
На початку 2016 року повернувся в гондураський «Реал Сосьєдад». Відтоді встиг відіграти за команду з Токоа 45 матчів в національному чемпіонаті.

## Виступи за збірну
Не маючи жодного матчу у складі національної збірної Гондурасу, він був включений у заявку збірної на розіграшу Золотого кубка КОНКАКАФ 2017 року у США. Там на турнірі 11 липня у матчі проти Французької Гвіани (3:0) Пенья дебютував за збірну.